# 自我牺牲者民族民主党
自我牺牲者民族民主党是一个已不存在的乌兹别克斯坦政党。2000年4月14日，祖国进步党与自我牺牲者民族民主党合并，组成新的自我牺牲者民族民主党。据2004年的统计，该党有五万余名党员，占议会250席中的54席。2008年6月，自我牺牲者民族民主党与乌兹别克斯坦民族复兴民主党合并，合并后采用乌兹别克斯坦民族复兴民主党的名称。